# Habiba Tarek Fathi Attia
Habiba Tarek Fathi Attia es una deportista egipcia que compite en lucha libre. Ganó una medalla de bronce en los Juegos Panafricanos de 2015.  Obtuvo una medalla de oro en el Campeonato Africano de Lucha de 2015

## Palmarés internacional
| Juegos Panafricanos | Juegos Panafricanos               | Juegos Panafricanos | Juegos Panafricanos |
| Año                 | Lugar                             | Medalla             | Categoría           |
| ------------------- | --------------------------------- | ------------------- | ------------------- |
| 2015                | Brazzaville (República del Congo) | Medalla de bronce   | 60 kg               |
| Campeonato Africano |                                   |                     |                     |
| Año                 | Lugar                             | Medalla             | Categoría           |
| 2015                | Alejandría (Egipto)               | Medalla de oro      | 60 kg               |